# Christopher Jenner
Christopher Alan "Chris" Jenner (nascido em 3 de novembro de 1974) é um ex-ciclista neozelandês que se naturalizou francês em junho de 2000. Seu foco principal foi no ciclismo de estrada.
Representou Nova Zelândia nos Jogos Olímpicos de Verão de 2000 em Sydney, Austrália, onde terminou em 46º competindo na prova de estrada (individual).